# Pascua caudilinea
Pascua caudilinea es una especie de peces de la familia de los Gobiidae en el orden de los Perciformes.

## Morfología
- Los machos pueden llegar a alcanzar los 2,8 cm de longitud total y las  hembras 2,77.
- Número de  vértebras: 27.[1]

## Hábitat
Es un pez de Mar y, de clima tropical y demersal que vive entre 12-40 m de profundidad.

## Distribución geográfica
Se encuentra en el Pacífico oriental: la Isla de Pascua.

## Observaciones
Es inofensivo para los humanos.